# Mercado directo

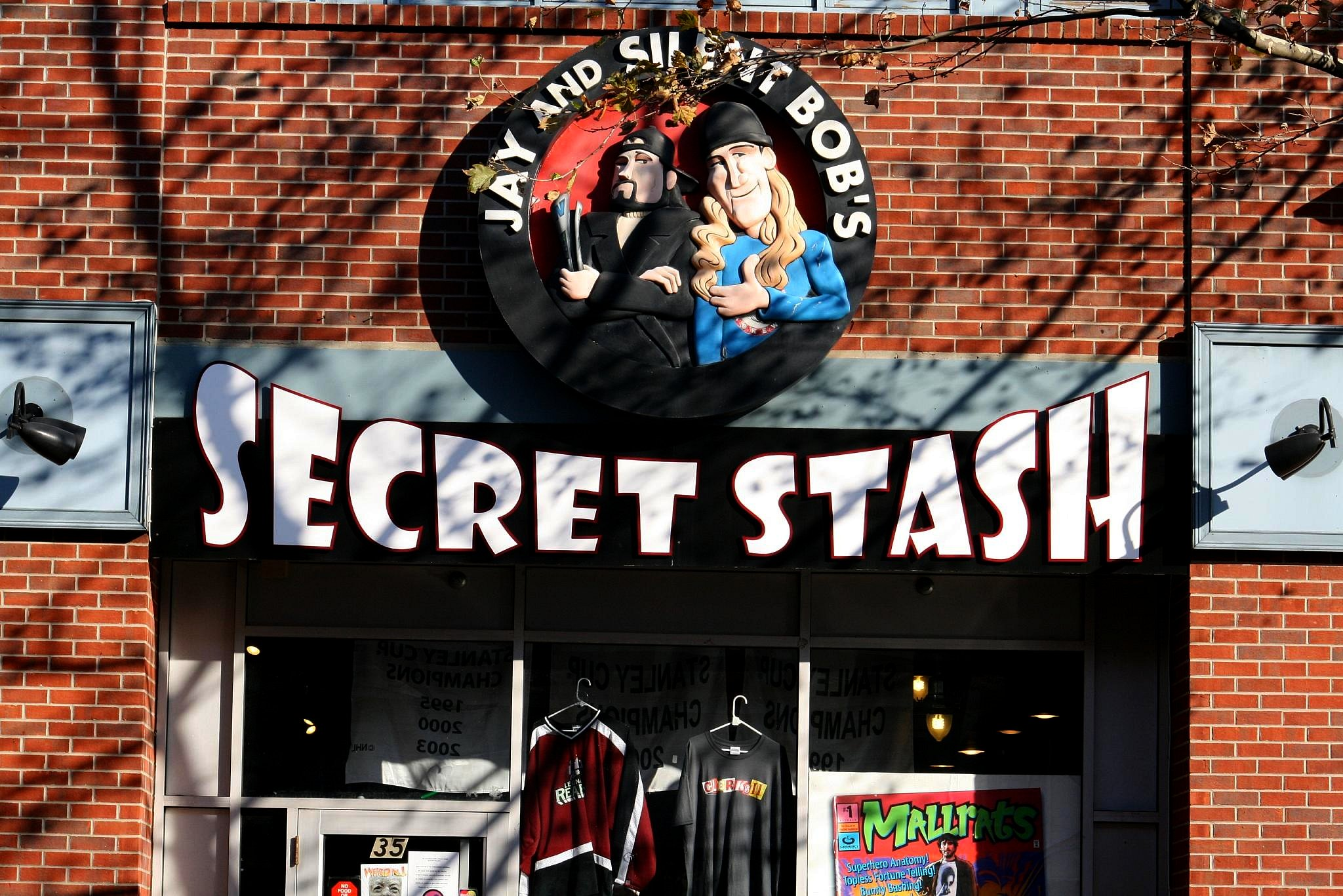
Jay and Silent Bob's Secret Stash, Red Bank, New Jerseyey

El mercado directo (del inglés, Direct Market o Direct Sales Market) es el sistema más importante de distribución y venta al por menor de historietas en Estados Unidos. 
Se compone de varias distribuidoras y la mayoría de las librerías especializadas en cómics del país, así como de otras librerías que incluyen estos productos. El nombre ya no es una descripción totalmente precisa del sistema, sino que se deriva de su aplicación original: Los minoristas se saltaban las distribuidoras existentes para comprar directamente a las editoriales. 
La característica definitoria del sistema es la no retornabilidad, dado que prohíbe a distribuidores y minoristas devolver la mercancía no vendida, a diferencia de la venta en quioscos de periódicos y librerías tradicionales.

## Historia

### Inicios (1972-)
El mercado directo se creó a principios de los años 70 en respuesta al descenso de ventas de comic-books en los quioscos tradicionales. Phil Seuling, un organizador de convenciones y distribuidor de historietas, se acercó en 1972 a los editores para comprarles directamente el material en lugar de recurrir como intermediarios a las compañías tradicionales de distribución de periódicos.

### Consolidación
En 2010, Diamond subió el límite mínimo de pedido por título.